# 桑尼基
49°44′29″N 23°14′7″E / 49.74139°N 23.23528°E
桑尼基（烏克蘭語：Санники），是烏克蘭的村庄，位於該國西部利沃夫州，由亞沃里夫區莫斯蒂斯卡市鎮負責管轄，面積0.8平方公里，海拔高度224米，2001年人口449，人口密度每平方公里561.25人。